# Charles Dobson
Charles „Charly“ Dobson (* 20. Oktober 1999 in Colchester, Essex) ist ein britischer Leichtathlet, der sich auf die Sprintdistanzen spezialisiert hat. 2024 wurde er Vizeeuropameister im 400-Meter-Lauf bei den Europameisterschaften in Rom.

## Leben
Charlie Dobson stammt aus Colchester. Er studiert Luft- und Raumfahrttechnik an der Loughborough University. Ein Sponsoring ermöglicht ihm, sich neben seinem Studium, das Training und das Reisen für seinen Sport zu finanzieren.

## Sportliche Laufbahn
Dobson nahm zum ersten Mal 2016 an nationalen Meisterschaften im Jugendbereich teil, konnte dabei allerdings keine vordere Platzierung erreichen. 2017 erreichte er das Finale im 200-Meter-Lauf bei den britischen U18-Meisterschaften, das er als Sechster beendete. 2018 siegte er zunächst bei den U20-Hallenmeisterschaften Großbritanniens. Im ersten Wettkampf der Freiluftsaison, verbesserte er sich im 200-Meter-Lauf auf 20,78 s. Später im Juli konnte er damit bei den U20-Weltmeisterschaften in Tampere an den Start gehen. Sowohl im Vor- als auch im Halbfinallauf konnte er dort jeweils eine neue Bestzeit über 200 Meter aufstellen. Im Finale musste er sich in 20,57 s lediglich seinem Landsmann Jona Efoloko geschlagen geben und gewann somit die Silbermedaille. 2019 nahm er zum ersten Mal an den britischen Meisterschaften der Erwachsenen teil, konnte dabei allerdings keine vordere Platzierung erreichen und stagnierte fortan zunächst in seiner sportlichen Entwicklung.
Später trat Dobson auch über die 400-Meter-Distanz an. 2021 sollte er für die britische Langstaffel an den World Athletics Relays und den Olympischen Sommerspielen teilnehmen, zog sich allerdings im April während eines Wettkampfes in der Heimat einen Ermüdungsbruch im Schienbein zu, der ihn einen Monat lang zwang an Krücken zu laufen und ihn für den Rest des Jahres keinen einzigen Wettkampf bestreiten ließ. Dobson kam 2022 aus der Verletzungspause zurück. Gleich in seinem ersten Wettkampf in der Freiluft lief er in den USA die 200 Meter in einer Zeit von 20,19 s. Damit qualifizierte er sich für die Europameisterschaften im August in München. Im Juli steigerte er sich im 400-Meter-Lauf auf eine Zeit von 45,11 s. Einen Monat später trat er bei den Europameisterschaften in München an. Im Halbfinale über 200 Meter blieb er nur knapp hinter seiner Bestzeit zurück und erreichte damit, bei seinem internationalen Meisterschaftsdebüt im Erwachsenenbereich, direkt das Finale. Darin verpasste er anschließend als Vierter knappe eine Medaille. Nur einen Tag später konnte er sich stattdessen mit der britischen 4-mal-400-Meter-Staffel zum Europameister krönen. Ein Jahr später zog er mit der britischen Staffel in Budapest bei seiner ersten Teilnahme an den Weltmeisterschaften in das Finale ein und konnte mit seinem Team schließlich die Bronzemedaille gewinnen.
2024 trat Dobson Anfang Juni im 400-Meter-Lauf bei den Europameisterschaften in Rom an. Seine Vor- und seine Halbfinalzeit waren schneller als alle Zeiten, die er bislang auf dieser Strecke gelaufen war. Auch im Finale konnte er sich nochmal bis auf 44,38 s steigern und musste sich im Ziel nur dem Belgier, Alexander Doom, geschlagen geben. Bei den Olympischen Spielen 2024 in Paris gewann er mit der 400-Meter-Staffel die Bronzemedaille.

## Wichtige Wettbewerbe
| Jahr                               | Veranstaltung                      | Ort                                | Platz                              | Disziplin                          | Zeit                               |
| Startet für Vereinigtes Königreich | Startet für Vereinigtes Königreich | Startet für Vereinigtes Königreich | Startet für Vereinigtes Königreich | Startet für Vereinigtes Königreich | Startet für Vereinigtes Königreich |
| ---------------------------------- | ---------------------------------- | ---------------------------------- | ---------------------------------- | ---------------------------------- | ---------------------------------- |
| 2018                               | U20-Weltmeisterschaften            | Tampere                            | 2.                                 | 200 m                              | 20,57 s                            |
| 2022                               | Europameisterschaften              | München                            | 4.                                 | 200 m                              | 20,34 s                            |
| 2022                               | Europameisterschaften              | München                            | 1.                                 | 4 × 400 m                          | 2:59,35 min                        |
| 2023                               | Weltmeisterschaften                | Budapest                           | 3.                                 | 4 × 400 m                          | 2:58,71 min                        |
| 2024                               | Europameisterschaften              | Rom                                | 2.                                 | 400 m                              | 44,38 s                            |
| 2024                               | Olympische Spiele                  | Paris                              | 3.                                 | 4 × 400 m                          | 2:55,83 s                          |

## Persönliche Bestleistungen
Freiluft
- 100 m: 10,28 s, 11. September 2022, Zagreb
- 200 m: 20,19 s, 15. April 2022, Gainesville
- 400 m: 44,38 s, 10. Juni 2024, Rom

Halle
- 60 m: 6,59 s, 19. Februar 2022, Birmingham
- 200 m: 21,02 s, 25. Februar 2018, Sheffield